# Nasenweg

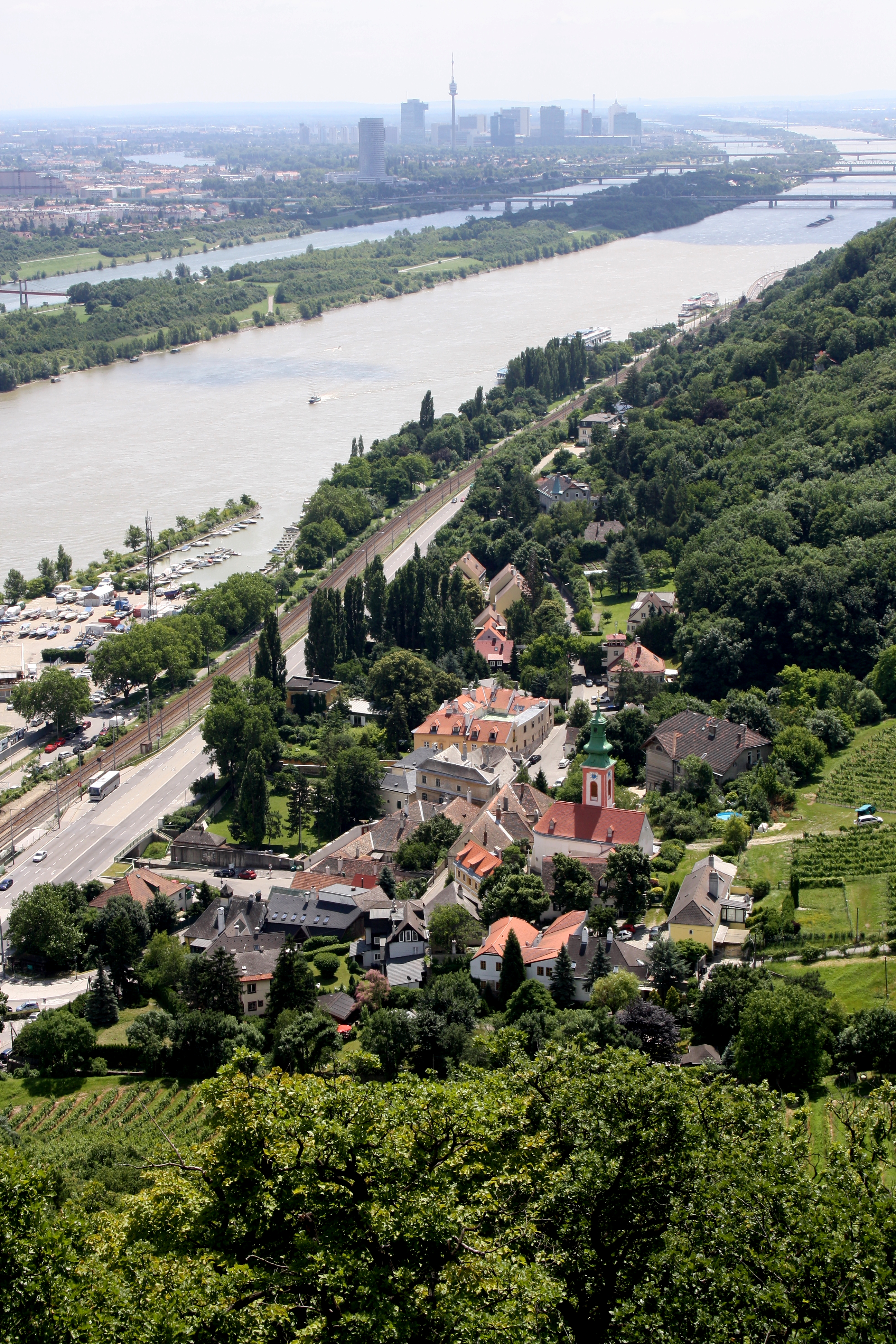
Blick vom Nasenweg (Ravelin) auf das Kahlenbergerdorf; im Hintergrund der Donauturm und die Donau City

Der Nasenweg ist ein befestigter „Aussichtsweg“ im Norden von Wien, der vom Kahlenbergerdorf auf den 425 Meter hohen Leopoldsberg führt. Er ist seit 2002 Teil des Wiener Stadtwanderweges 1a. Der Name ist auf den „Nase“ genannten Steilhang des Leopoldberges zurückzuführen. Wegen der Steilheit der Nase befinden sich entlang des Nasenwegs einige der wenigen natürlichen Gesteins-Aufschlüsse Wiens (Flysch).

## Geschichte
Ein konkreter Anlass für die Entstehung des Namens ist nicht bekannt. Der steile Bergrücken, auf dem sich der Weg befindet, ist einer Nase ähnlich, er wurde aber auch Schweinsrücken genannt, was sich nicht auf den Rücken eines lebenden Schweines, sondern auf das Fleischstück des Schweinskoteletts beziehen soll, das ebenfalls eine steil abfallende Kante aufweist.
Um 1800 ließ der Feldmarschall Charles Joseph de Ligne (1735–1814), der die Burg auf dem Leopoldsberg seit 1794 bewohnte, den seit Jahrhunderten bestehenden Jagdsteig zu einem Weg ausbauen. Johann Joseph Fürst von Liechtenstein, der die Gebäude am Leopolds- und Kahlenberg nach de Lignes Tod übernommen hatte, ließ den Weg um 1825 sanieren. Nach der Auflösung eines Pachtvertrages mit dem Stift Klosterneuburg 1842 begann der Weg noch stärker als bereits vorher zu verwildern. Die 1873 entstandene (und 1876 wieder eingestellte) Drahtseilbahn auf den Leopoldsberg wird als weiterer Anlass genannt, dass der Weg an Bedeutung verlor. 1877 wurde der Weg vom Österreichischen Touristenklub (ÖTK) zu einem „Promenadeweg“ ausgebaut. 1895 erfolgte eine Sanierung des Weges und die Wegbetreuung übernahm der ÖTK Klosterneuburg. Bei der zweiten Sanierung 1926 wurde teilweise eine neue Trassenführung gewählt und im unteren Teil die „Leopold-Pröll-Ruhe“ gestaltet. Sie ist benannt nach einem Baumeister aus dem Kahlenbergerdorf, der an den Arbeiten mitgewirkt hatte. 1930 übernahm die Stadt Wien die Wegbetreuung. Im Zuge des Baues der Wiener Höhenstraße wurde der Nasenweg 1936 teilweise neu trassiert und umgestaltet, sowie mehrere Aussichtspunkte errichtet, unter anderem eine große, vorspringende Aussichtskanzel in der Art eines Ravelins. 1971 wurde bedingt durch den Ausbau der Heiligenstädter Straße der talseitige Wegbeginn stadteinwärts zum Waldbach verlegt.
Zu Beginn der 1960er-Jahre war neben dem Nasenweg ein Sessellift geplant, dessen Talstation beim Kahlenbergerdorf neben dem Beginn des Nasenwegs gelegen wäre. Das Projekt kam nicht zustande.

## Bauwerk
Der „Panoramaweg“ hat eine Länge von rund 1,5 km, dabei werden etwa 250 Höhenmeter überwunden. Der Weg ist durchgehend asphaltiert, hat zwölf Kehren, neun Stiegenanlagen mit 264 Stufen und fünf „Aussichtsplattformen“ sowie eine Aussichtskanzel. Großteils ist der Nasenweg bergseitig mit einem betonierten Rinnsal versehen und talseitig mit einem Eisengeländer gesichert.

## Bilder

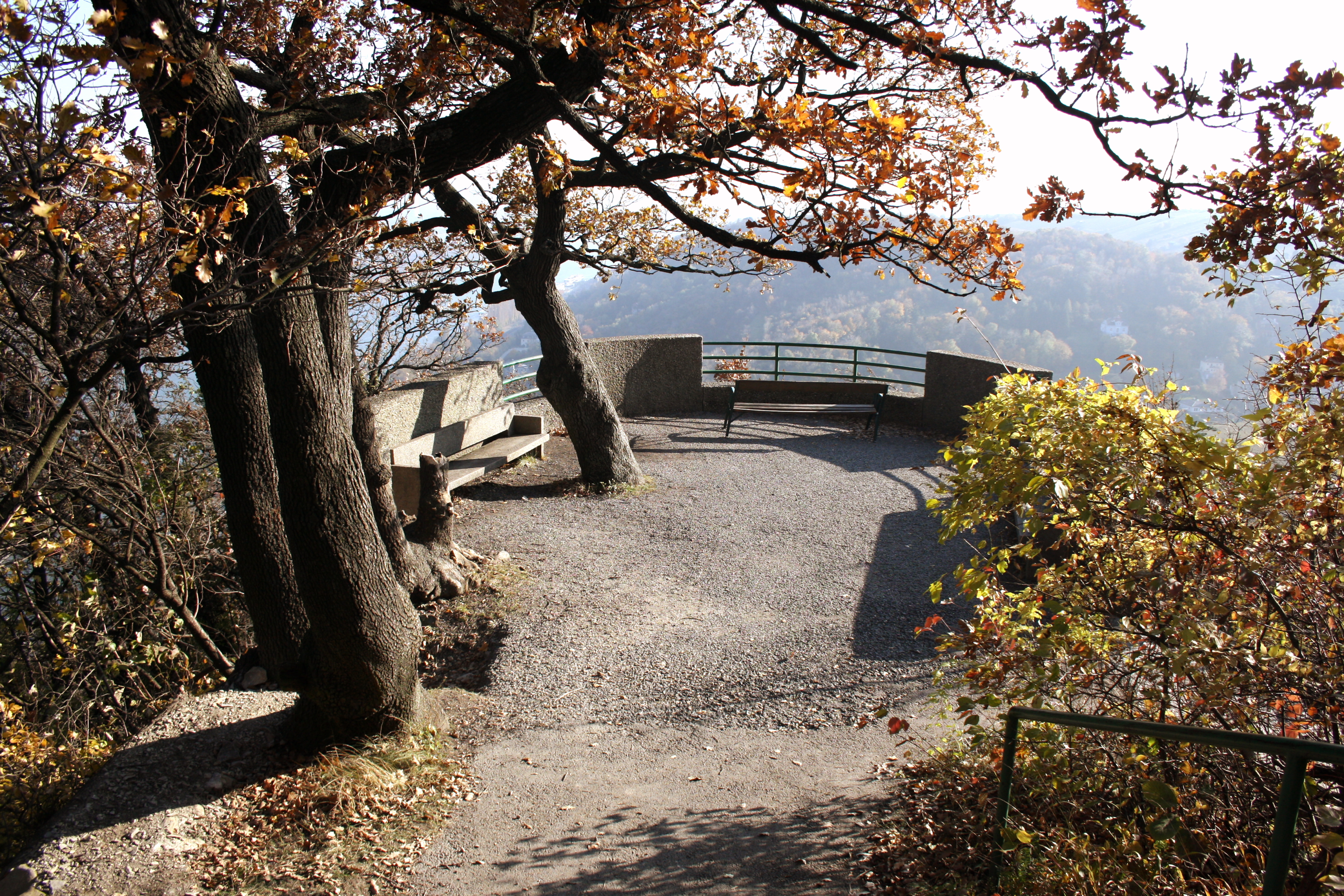
Aussichtskanzel, knapp oberhalb der Mitte
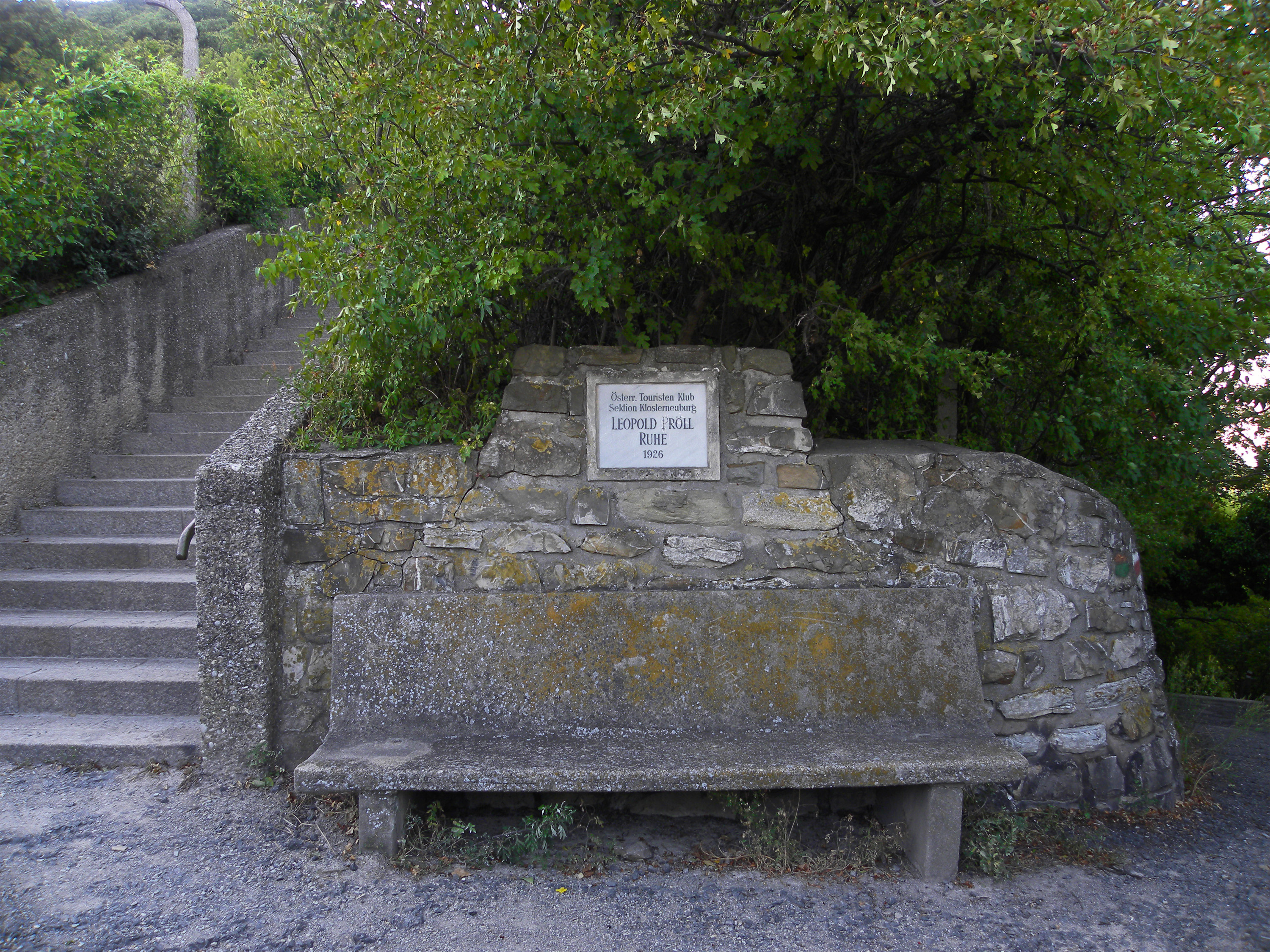
Die „Leopold-Ruh'“ mit Gedenktafel bei der zweiten Kehre
Trassierung des Nasenwegs um 1872 (Auszug aus dem Aufnahmeblatt der Landesaufnahme 1872)